# Nothobranchiidae
La famiglia Nothobranchiidae comprende 253 specie di piccoli pesci d'acqua dolce, appartenenti all'ordine Cyprinodontiformes.

## Distribuzione e habitat
Tutte le specie di Notobranchidi sono diffuse nelle zone tropicali e subtropicali dell'Africa subsahariana.

## Acquariofilia
Molte specie sono soggette ad allevamento lontano dai luoghi d'origine per la commercializzazione e l'allevamento in acquario, grazie alle dimensioni contenute e alle sfavillanti livree. La maggior parte sono oggetto di studi da parte di biologi e genetisti.

## Generi
La famiglia è oggetto di numerosi studi e di recenti revisioni di generi e di descrizione di nuove specie. Attualmente (2014) comprende 253 specie divise in 12 generi:
- Aphyosemion
- Archiaphyosemion
- Callopanchax
- Epiplatys
- Episemion
- Fenerbahce
- Foerschichthys
- Fundulopanchax
- Nimbapanchax
- Nothobranchius
- Pronothobranchius
- Scriptaphyosemion